# José María Rivas
Pour les articles homonymes, voir Rivas.
José María Rivas, né le 12 mai 1958 à San Salvador et décédé le 9 janvier 2016 d'une leucémie, est un footballeur salvadorien jouant au poste d'attaquant.

## Biographie

### En club
Surnommé Mandingo, il joue la plus grande partie de sa carrière pour l'Independiente de San Vicente (1978-1984) et l'Atlético Marte (1985-1990). Il se joint au club de San Pedro au Belize pour la saison 1991-1992, puis termine sa carrière en deuxième division salvadorienne. 
Il est meilleur buteur et champion du Salvador avec l'Atlético Marte en 1985.

### En équipe nationale
Régulièrement sélectionné en équipe nationale entre 1979 et 1989 (56 sélections officielles), il participe aux trois matchs du Salvador lors de la Coupe du monde 1982 en Espagne. Pendant sa carrière internationale, il marque 19 buts en matchs officiels.